# 와이크라이
와이크라이(Whycry)는 아기의 울음소리를 분석하여 아기가 원하는 것이 무엇인지 부모나 베이비시터에게 알려주는 기기다. 배고픔, 지루함, 불편함, 졸림, 스트레스 등 5가지 표현을 알아들을 수 있다. 온도와 습도를 표시하는 기능도 부착되었다.